# Constantin Stanciu
Constantin Stanciu (* 24. September 1907 in  Bukarest; † 27. März 1986 ebendort) war ein rumänischer Fußballspieler auf der Position des Stürmers.

## Karriere
Stanciu begann seine Laufbahn 1923 bei Venus Bukarest, dem Verein, mit dem er auch seine größten Erfolge feiern konnte. Im Sommer 1926 verlegte Fulgerul CFR Chișinău seinen Sitz in die Hauptstadt Bukarest und setzte Spieler wie Stanciu ein, die weder von ihrem Klub freigegeben worden waren, noch vom rumänischen Fußballverband FSSR eine Spielbewilligung erhalten hatten. Im Sommer 1927 wurde der Verein vom Verband für zwei Monate suspendiert und Stanciu trat wieder ausschließlich für Venus an, mit dem er in den Folgejahren drei rumänische Meistertitel erringen konnte. 1935 wechselte er zum Lokalrivalen Juventus Bukarest und ab 1939 ließ er seine Karriere bei dem unterklassigen Verein Metalosport Bukarest ausklingen.

## Nationalmannschaft
Stanciu bestritt insgesamt 8 Spiele für die rumänische Fußballnationalmannschaft, in denen er 4 Tore erzielen konnte. Sein Debüt gab er am 15. September 1929, als er beim Spiel gegen Bulgarien eingewechselt wurde. Stanciu wurde für die Fußball-Weltmeisterschaft 1930 in Uruguay nominiert. Dort kam er lediglich im Aufeinandertreffen Rumäniens gegen Peru zum Einsatz. Stanciu gehörte der siegreichen rumänischen Mannschaft beim Balkan-Cup 1929–31 an. Dort wurde er in drei Partien eingesetzt.

## Erfolge
- WM-Teilnehmer: 1930
- Balkan-Cup-Sieger: 1929/31
- Rumänischer Meister: 1929, 1932, 1934